# ولفگانگ شادوالدت
ولفگانگ شادوالدت (انگلیسی: Wolfgang Schadewaldt; ۱۵ مارس ۱۹۰۰ – ۱۰ نوامبر ۱۹۷۴) زبان‌شناس، مترجم، استاد دانشگاه، منتقد ادبی، و نویسنده اهل آلمان بود.
وی همچنین برندهٔ جوایزی همچون نشان اتریش برای علم و هنر شده‌است.